# رأس السنة اليابانية

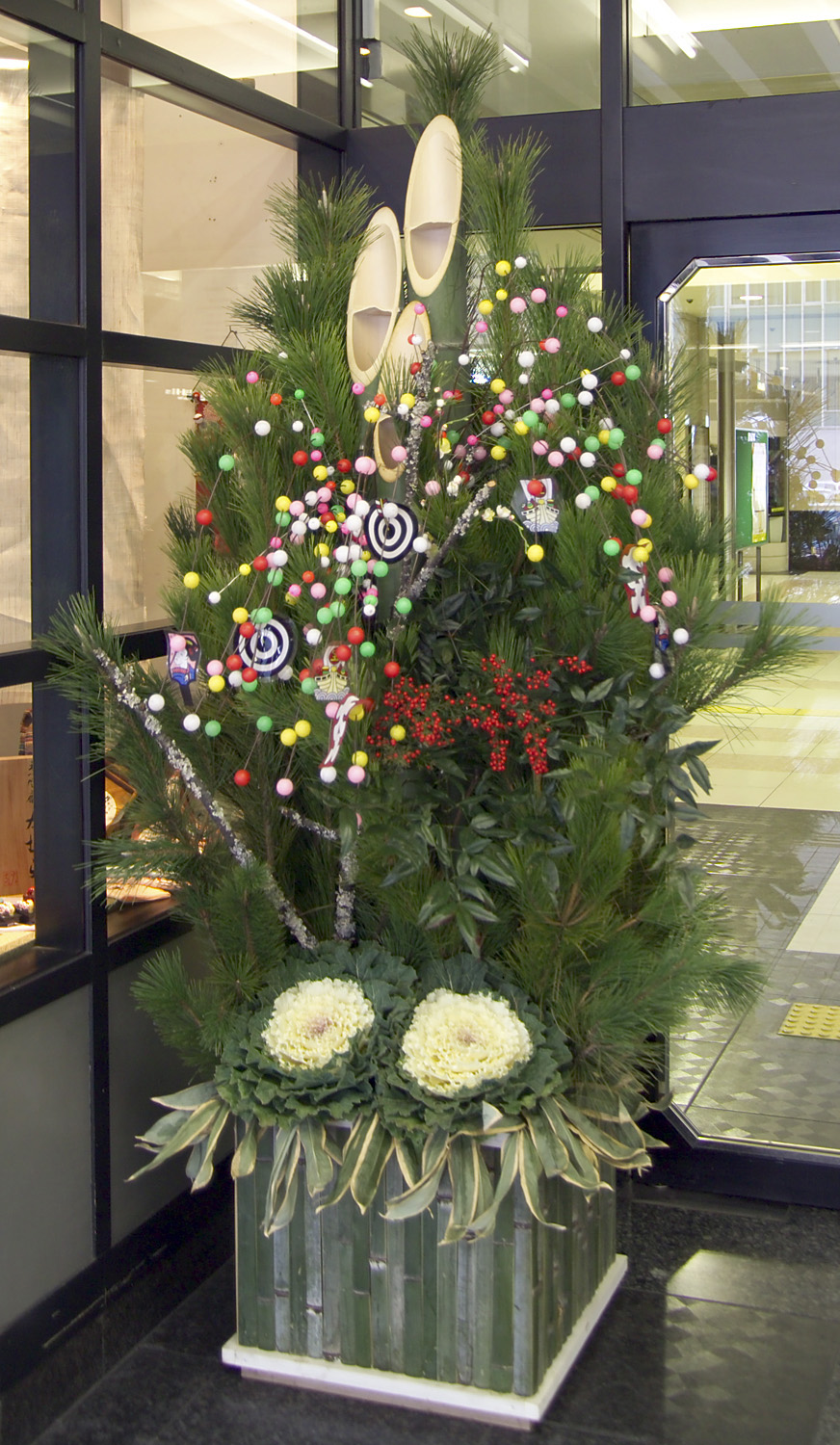
كادوماتسو، وهو نوع من الزينة تحضر عند حلول موسم عيد رأس السنة في اليابان.

رأس السنة اليابانية والتي تعرف باللغة اليابانية باسم شوغاتسو (باليابانية: 正月) يحتفل فيها في يوم الأول من يناير من كل عام بشكل مطابق لرأس السنة الميلادية. قبل عام 1873 كان يحتفل برأس السنة اليابانية وفقا للتقويم الصيني بشكل مطابق حاليا لعيد رأس السنة الصينية ورأس السنة الكورية، إلا أنه وفي عام 1873 وبعد خمسة أعوام من إصلاح ميجي اعتمد التقويم الغريغوري في اليابان، أصبح يحتفل برأس السنة في اليابان في 1 يناير من كل عام. يعتبر عيد رأس السنة في اليابان من قبل معظم سكان اليابان أهم الأعياد والمناسبات التي يحتفل فيها كل عام وخاصة بسبب ما يتميز به من طقوس خاصة.

## الطعام التقليدي
يدعى الطعام التقليدي في اليابان للاحتفال برأس السنة أوسيتشي-ريوري (御節料理) وهو يحضر من العديد من أنواع المأكولات البحرية مثل أعشاب البحر، كامابوكو، والبطاطا الحلوة، والكستنا، القرطب، ونوع من فول الصويا أسود اللون. العديد من هذه الأطباق حلو الطعم وتحفظ بدون تبريد، ويكون العديد من تشكيلات الأطباق التي تباع في الأسواق أو تجهز في المنزل قبل حلول رأس السنة. كما يعتبر طبق أوزوني (お雑煮) والذي هو عبارة عن حساء من موتشي ومكونات أخرى من الأطباق التي تترافق مع حلول رأس السنة.

## قرع الأجراس
في ليلة 31 ديسمبر تقرع الأجراس في المعابد البوذية (جينجا) في جميع أنحاء اليابان 108 مرات تمثل 108 من الأخطاء البشرية التي يعتقد بوجودها في المعتقدات البوذية وذلك للتخلص منها والبدء بداية جديدة.

## بطاقات المعايدة
تعتبر فترة شهر ديسمبر وبداية شهر يناير هي الأكثر ازدحاما لمكاتب البريد حيث أن الكثير من الأشخاص في اليابان يتراسلون بطاقات المعايدة برأس السنة أو ما يعرف باسم نينغاجو (年賀状) التي يرسلونها للأصدقاء والعائلة بشكل مشابه لبطاقة المعايدة بعيد الميلاد في الثقافة الغربية. عادة ما تصل تلك البطاقات في يوم الأول من يناير حيث تخزن في مكاتب البريد وتجمع لكل فرد على حدة لتوزع مرة واحدة في اليوم الأول من السنة الجديدة.

## هاتسوموده
هي أول زيارة للجينجا في العام الجديد وتعتبر من أهم طقوس الاحتفال برأس السنة اليابانية. على الرغم من أن أصل الطقس يقتضي بزيارة جينجا للشنتو إلا أن البعض يقومون بزيارة معبد بوذي عوضا عن ذلك. تكون هذه الزيارة عادة في أول أيام السنة الجديدة، وحتى أن الكثيرين يذهبون إلى الجينجا قبل حلول رأس السنة لتكون هاتسوموده مباشرة بعد انقلاب العام الجديد، وقد تمتد على فترة الأسبوع الأول من العام الجديد حيث تكون الجينجا في أنحاء اليابان من أكثر الأماكن ازدحاما في تلك الفترة من العام.